# Psychomyia amor
Psychomyia amor är en nattsländeart som beskrevs av Malicky och Chantaramongkol 1997. Psychomyia amor ingår i släktet Psychomyia och familjen tunnelnattsländor. Inga underarter finns listade i Catalogue of Life.